# Menzendorf
Menzendorf är en kommun och ort i Landkreis Nordwestmecklenburg i förbundslandet Mecklenburg-Vorpommern i Tyskland.
I kommunen finns orterna Lübsee, Lübseerhagen och Rottensdorf.
Kommunen ingår i kommunalförbundet Amt Schönberger Land tillsammans med kommunerna Dassow, Grieben, Lüdersdorf, Roduchelstorf, Schönberg, Selmsdorf och Siemz-Niendorf.